# Cantone di Châtellerault-1
Il Cantone di Châtellerault-1 è una divisione amministrativa dell'Arrondissement di Châtellerault.
È stato istituito a seguito della riforma dei cantoni del 2014, che è entrata in vigore con le elezioni dipartimentali del 2015.

## Composizione
Comprende parte della città di Châtellerault e i comuni di:
- Colombiers
- Lencloître
- Naintré
- Ouzilly
- Saint-Genest-d'Ambière
- Scorbé-Clairvaux
- Thuré